# Gymnasium Othmarschen
Das Gymnasium Othmarschen ist ein allgemeinbildendes Gymnasium im Hamburger Stadtteil Othmarschen.

## Geschichte
Das Gymnasium Othmarschen wurde 1967 gegründet. Die erste Schulleiterin Gertrud Moltmann leitete das Gymnasium von 1967 bis 1987. Seit 1973 besteht eine Oberstufenkooperation mit dem benachbarten Gymnasium Hochrad.
Nach der Schließung des Ernst-Schlee-Gymnasiums 1997 übernahm das Gymnasium Othmarschen die Trägerschaft für das Ernst-Schlee-Schullandheim in Nieblum auf Föhr.
Seit 2008 kann am Gymnasium Othmarschen das deutsch-französische Abitur („AbiBac“) abgelegt werden. Im Schuljahr 2020/21 gab es in Hamburg vier Gymnasien mit diesem Angebot.
Partnerschulen gibt es in Barcelona und in Iskitim-Nowosibirsk in Sibirien.

## Architektur
Das etwa 16.000 m² große Schulgelände liegt südlich der Walderseestraße, zwischen Droysenstraße und Parkstraße. An die Rückseite des Schulgeländes schließt südlich die Grundschule Klein Flottbeker Weg an. Gymnasium und Grundschule wurden zusammen geplant und in baulichem Zusammenhang errichtet. Der Kreuzbau (Serienentwurf Paul Seitz) stammt noch aus der ersten Bauphase und wurde 1960 für die Grundschule erbaut. Im Kreuzbau war eine dreiteilige Wandgestaltung von Johannes Ufer angebracht, die 1960 mit Mitteln des Programms „Kunst am Bau“ der Hamburger Baubehörde angeschafft wurde.
Die ersten allein für das Gymnasium vorgesehenen Schulbauten wurden 1973 fertiggestellt. Dabei handelt es sich um typische Serienentwürfe des Hamburger Hochbauamtes, darunter drei Klassentrakte vom Schustertyp (Typ-65), Gebäude A, B und C. 1980 kamen weitere Neubauten hinzu.
2003 wurde eine kombinierte Pausenhalle und Aula („P-Aula“) eröffnet, die gemeinsam mit der Grundschule genutzt wird. 2010 entstand ein zweigeschossiger Schultrakt für den Musik- und Kunstunterricht („Künstlerhaus“), dessen Fassade mit dunklem Klinker und horizontalen Fensterbändern gestaltet ist. Das Künstlerhaus grenzt an den bestehenden Fachtrakt, mit dem das Gebäude verbunden ist. 2013 wurde die Pausenmehrzweckhalle für die Ganztagsbetreuung umgebaut. Im selben Jahr wurde der Neubau der Grundschule Klein Flottbeker Weg fertiggestellt, wodurch die Raumnutzung neu aufgeteilt werden konnte.

## Ehemalige Schüler
- Robert Heinemann (* 1974; Abitur 1993), Politiker (CDU)
- Julian Reichelt (* 1980; Abitur 2000), Journalist